# Samir Beloufa
Samir Beloufa, född 27 augusti 1979 i Melun, Frankrike, är en algerisk före detta fotbollsspelare. Under Allsvenskan 2007 och 2008 spelade han för Helsingborgs IF. 